# Ringeln (Jägersprache)

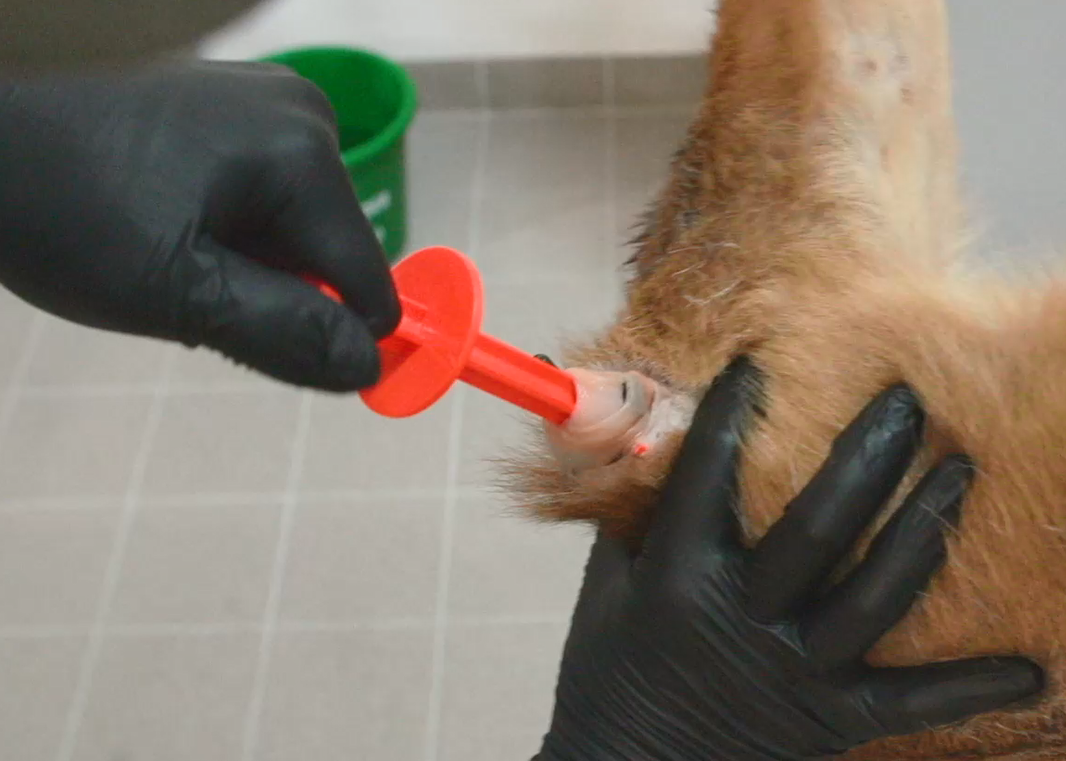
Ein Rehbock wird mit einem Waidlochauslöser geringelt

Das Ringeln ist ein Begriff aus der Jägersprache. Hier kommt vor oder während des Aufbrechens ein Waidlochauslöser oder alternativ ein Messer zum Einsatz, um den Enddarm des Wildkörpers hygienisch zu entfernen.  

## Vorgehensweise
Vor oder während des Aufbrechens kann das Wild geringelt werden. Hierfür packt man beispielsweise das Reh am Wedel und führt den Waidlochauslöser so tief in die gleichnamige Körperöffnung ein, bis die Zacken sich im Enddarm verhaken. Durch den Einsatz der Ringelhilfe kann die Blase im Beckenkanal nicht verletzt werden. Nun wird der Waidlochauslöser mehrere Male ähnlich einem Korkenzieher um die Längsachse gedreht, damit sich das Bindegewebe zwischen Darm und Becken löst. Bevor nun der Enddarm abgeschärft wird, werden die Losungsperlen abgestreift. Alternativ kann das Waidloch mit einem Messer entfernt werden. Hierfür schneidet man rund um das Waidloch in die Haut in Richtung des Beckenkanals. So wird der Enddarm gelöst und kann einfach herausgezogen werden. Eine Alternative hierzu wäre das Schloss aufzubrechen.

## Positive Auswirkungen
Das Ringeln wirkt sich positiv auf die weitere Wildbretverwertung aus und verhindert ein Austrocknen der Keulen beim Kühlen und Reifen.